# 水团花
水团花（学名：Adina pilulifera）为茜草科水团花属下的一个种。